# 折继闵
折继闵（1018年—1052年），字广孝，北宋边将，出自府州折氏，折惟忠的儿子。
折继闵性格庄重，喜读韬略，务通大义，晓用兵策。天圣二年（1024年），随父折惟忠任为三班奉职。景祐年间，改右侍禁。宝元二年（1039年），兄折继宣因事被罢黜后，被擢升为西京作坊使，嗣府州事。康定元年（1040年），率所部出塞，迎击西夏李元昊，趁其不备，多有俘获，于是深入夏境，破敌寨二十余所，焚烧其族帐，迫使夏军远逃。庆历二年（1042年）三月，在建宁寨筑城。七月，李元昊以十万众攻麟州，进围府州，坚壁清野，入城守卫，不出战。以守城功，升为宫苑使、普州刺史。十月，命护送麟州戍衣，被元昊伏击，逃归，削夺宫苑使。庆历三年（1043年）冬，在杜胡川大破夏军。庆历五年（1045年）二月，奉宋仁宗诏书，筑宁府、安丰、西安、靖化、永宁五寨，及河滨堡。庆历六年（1046年），转任果州团练使，麟府路兵马钤辖，仍知州事，庆历七年（1047年），招降叛军折高留，因元昊建西夏国，有很多河西人迁入雄勇津侨居，折继闵给予安抚，在城北建三堡安置，有三千户，计万口，使其归业。皇祐四年（1052年，一说皇祐二年）四月三日，以疾卒，赠太尉。其子折克俊、折克柔、折克行、折克俭、折克廉、折克仁。